# 1858

## أحداث
- تأسيس مدينة بونتاريناس وتقع حاليا في كوستاريكا.
- تأسيس مدينة روكهامبتون وتقع حاليا في أستراليا.
- نهاية ثورة الهند سنة 1857 في 20 يونيو 1858 والتي بدأت في 10 مايو 1857.
- نهاية حرب يوتا في 1 يوليو 1858 والتي بدأت في 1 مارس 1857.
- نهاية حروب السيمينول في 1858 والتي بدأت في 1816.
- طرح أسهم شركة قناة السويس للاكتتاب.
- انتفاضة فلاحي كسروان في لبنان.
- اختراع الثلاجة على يد الفرنسي فرديناند كاريه.

## مواليد
- ألبرت هنري مونسل
- أندرو بونار لو
- إميل دوركايم
- تشارليز تشابين
- ثيودور روزفلت
- جاكومو بوتشيني
- رودولف ديزل
- سايتو ماكوتو
- سلمى لاغرلوف
- سلمى لايرلوف
- غيرارد فيليبس
- فرانك أرلينغتون بريغز
- كريستيان أيكمان
- لودنيج كويد
- ماكس بلانك
- محمد المويلحي
- مرجليوث
- ميكيموتو كويتشي
- عمر المختار
- محمد عجينة النجفي

## وفيات
- أمالي شوبه
- شارل لويس هافاس
- عارف حكمت
- هنري دارسي